# 本亚明·赖希
本亚明·赖希（德語：Benjamin Raich，1978年2月28日—），奥地利男子高山滑雪运动员。他曾代表奥地利参加2002年、2006年、2010年和2014年冬季奥林匹克运动会高山滑雪比赛，获得二枚金牌和二枚铜牌。